# Opossumråttor

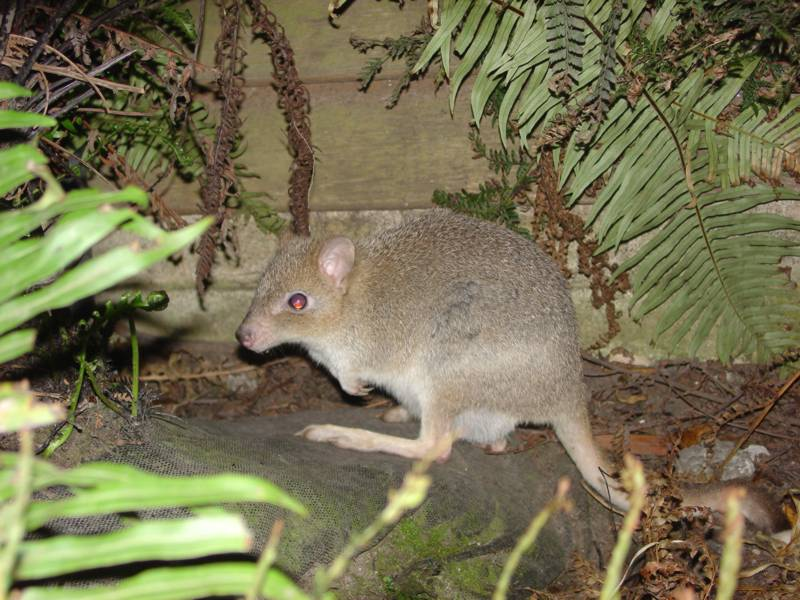
Hona av tasmansk opossumråtta

Opossumråttor (Bettongia) är ett släkte i familjen råttkänguruer. De kännetecknas av borstiga hår vid svansens yttersta del.

## Kännetecken
Arterna är små, har en robust kropp och påminner om råttor, bortsett från de långa bakre extremiteterna. Pälsen har en grå eller gråbrun färg och buken är ljusare. Öronen är avrundade och nosen saknar hår. På de främre extremiteterna finns klor som används för att gräva. Opossumråttor når en kroppslängd (huvud och bål) mellan 28 och 45 centimeter och en vikt mellan 1,1 och 2,3 kilogram. Svansen blir 25 till 33 cm lång

## Utbredning och levnadssätt
Arterna hade tidigare en vidsträckt utbredning över hela Australien men förekommer idag i begränsade regioner. Habitatet utgörs av gräsmark och skogar. Individerna är nattaktiva och bygger ofta bon av gräs. Lesueurs opossumråtta (Bettongia lesueur) gräver däremot bon i marken eller övertar kaninhålor. Denna art lever socialt i grupper och hos de andra arterna lever individerna ensamma.
Födan utgörs främst av svampar som hittas i marken. I viss mån äter de även rötter, rotfrukter, as och kanske även levande smådjur.

## Fortplantning
Honornas pung (marsupium) är väl utvecklad och innehåller fyra spenar. Parningsbeteendet är beroende på levnadsområde, i varma regioner föder honor upp till tre kullar per år. Efter dräktigheten som varar i ungefär 21 dagar föds vanligen ett ungdjur (sällan två). Som hos flera andra råttkänguruer vilar ägget en tid efter befruktningen. Direkt efter födelsen parar sig honan på nytt men embryot utvecklar sig först när den äldre syskon blir självständig eller när den dör. Ungdjur stannar cirka fyra månader i pungen (marsupium) och är efter sju månader självständiga. Livslängden i fångenskap går upp till 11 år.

## Hot
Opossumråttor är alla hotade i beståndet. Hotet utgörs av konkurrensen med införda djur som kaniner, förstöringen av levnadsområdet och jakt. Dessutom dödas de av införda rovdjur.

## Arter
Enligt Wilson & Reeder (2005) utgörs släktet av fyra levande arter och en utdöd art.
- Tasmansk opossumråtta (Bettongia gaimardi) har en ljusbrun päls. Arten förekom tidigare på södra delen av det australiska fastlandet men är utdöd där sedan 1910. Bara underarten B. g. cuniculus på Tasmanien finns kvar. Hela beståndet listas av IUCN som nära hotad (NT).
- Lesueurs opossumråtta (Bettongia lesueur) gräver bon under jorden och hannarna lever med en grupp honor. Även denna art levde i större delar av det australiska fastlandet men blev utrotad där under 1960-talet. Den förekommer nu bara på mindre öar nära delstaten Western Australia. Den listas också som nära hotad.
- Borstsvansad opossumråtta (Bettongia penicillata) har längre borsthår vid svansen än de andra arterna. Den fanns i större delar av södra Australien men lever idag bara i sydvästra Western Australia. IUCN klassificerar arten som akut hotad (CR).
- Bettongia pusilla är bara känd från kvarlevor och dog troligen ut under 1500-talet.
- Nordlig opossumråtta (Bettongia tropica) räknades 1932 som utdöd och fram dit var bara 6 individer kända. Senare återupptäcktes arten i Queensland. För att rädda beståndet påbörjades avelsprogram. Den listas som starkt hotad (EN).